# Пусть говорят (фильм, 1968)
«Пусть говорят» (исп. Digan lo que digan) — музыкальный кинофильм 1968 года совместного производства Испании и Аргентины.
Сценарий к фильму, в сотрудничестве с Антонио Гала и Мигелем Рубио, написал режиссёр Марио Камус по рассказу Орасио Гуасадо. 

## Сюжет
Певец Рафаэль после долгих лет разлуки решил найти своего брата Мигеля, композитора. Они не виделись много лет, и он рад встрече с братом. Но когда он  прилетел из Европы в Буэнос-Айрес, в аэропорту его встретил не Мигель, а его девушка Бланка, которая утверждает, что Мигеля нет в городе. Рафаэль понимает, что девушка что-то скрывает. Тогда он сам начинает искaть брата, в прошлом известного пианиста и композитора, но когда находит его, обнаруживает, что брат сильно изменился — Мигель теперь работает простым тапёром в баре.

## В ролях
- Рафаэль — Рафаэль Гандия
- Серена Вергано — Бланка
- Игнасио Кирос — Мигель Гандиа
- Сусана Кампос — подруга Бланки
- Дарио Виттори — Луис, владелец книжного магазина
- Эрнан Гуидо — Хорхе Аренсибиа, владелец частного клуба
- Альдо Бигатти — Марио, хозяин отеля, куда приходит за почтой Бланка
- Алисия Дункан — тетя Бланки
- Эктор Бьюше — бывший аккомпаниатор Мигеля Гандиа
- Рикардо Канепа — Луис, пианист на корабле

## Список песен
В фильме прозвучали следующие песни:
1. «Digan lo que digan» (с исп. — «Пусть говорят»)
2. «Mi hermano» (с исп. — «Мой брат»)
3. «Hoy mejor que mañana» (с исп. — «Сегодня лучше, чем завтра»)
4. «Cierro mis ojos» (с исп. — «Я закрываю глаза»)
5. «Al margen de la vida» (с исп. — «Берег жизни»)
6. «Acuarela del rio» (с исп. — «Акварели реки»)
7. «Mi gran noche» (с исп. — «Моя великая ночь»)
8. «Tema de amor» (с исп. — «Тема любви»)

## Создание
Съёмки проходили в Буэнос-Айресе и возле водопада Игуасу, а также в Испании. Одна из песен, исполненных в фильме, носит такое же название, как и фильм. В главных ролях снялись Рафаэль, Серена Вергано, Игнасио Кирос и Сусана Кампос. После выхода этого фильма испанский певец Рафаэль стал очень популярен не только в своей родной Испании, но и по всему миру.